# 吉永秀平
吉永 秀平（よしなが しゅうへい、1973年〈昭和48年〉11月24日 - ）は男優、歌手、作詞家。身長172cm。長崎県出身だが、5歳より大阪で育った。

## 人物
サラリーマンとして生活していたが、1993年に劇団火の車へ入団。
中島毅と共に音楽バンド「中吉（なかよし）」を結成、作詞を担当している。
2022年7月13日、劇団新派女優の春本由香と結婚したことをそれぞれのSNSで発表した。
結婚発表当時は、劇団「No.9」（No.9 Actor）に所属。

## 出演

### 映画
- 後ろの正面（1999年）
- 顔（2000年）
- プウテンノツキ（2001年） - 須藤八太 役
- ドロケー'89（2003年）
- 新・極道三国志 首都攻防戦（2003年）
- 新・極道三国志 伊豆総代理戦争勃発（2003年）
- いつかA列車に乗って（2003年）
- ピーカン夫婦（2005年）
- 自虐の詩（2007年）
- マリと子犬の物語（2007年）
- 少林少女（2008年）
- 築地魚河岸三代目（2008年）
- 20世紀少年 第一章（2008年）
- まぼろしの邪馬台国（2008年）
- 劇場版TRICK 霊能力者バトルロイヤル（2010年）
- おとこのこ（2011年）
- はやぶさ/HAYABUSA（2011年）
- エイトレンジャー（2012年）
- 謝罪の王様（2013年）
- 真田十勇士（2016年） - 長宗我部盛親 役
- 胸が鳴るのは君のせい（2021年）
- カラオケ行こ!（2024年） - 銀次 役[6]

### テレビドラマ
- season12 第3話「原因菌」（2013年10月30日）- 警視庁生活安全部生活環境課 刑事 水倉和弘 役
- あさきゆめみし 〜八百屋お七異聞 - 小坂典膳 役
- ST 警視庁科学特捜班
- ST 赤と白の捜査ファイル - 細田康夫 役
- エピソード2
- おかげ様で!
- 警官の血 - 熊谷達雄 役
- 警部補・杉山真太郎〜吉祥寺署事件ファイル - 芹沢巡査長 役
- ケータイ刑事 銭形海 3rdシリーズ - 犯人 役
- ケータイ刑事 銭形雷
- CAとお呼びっ!
- 事件記者〜警視庁記者クラブ〜
- JIN-仁- 第一期 - 志士 役
- 新・部長刑事 アーバンポリス24
- 深夜食堂 - 藍川リサのマネージャー 役
- スシ王子!（一柳職人頭）
- SPEC〜警視庁公安部公安第五課 未詳事件特別対策係事件簿〜 - 豊福真己 役
- ズラがない!!
- 税務調査官・窓際太郎の事件簿第24作「窓際太郎は長崎へ!伝統工芸の長崎チロリを守るため、太郎が悪を斬る!!」（2012年11月12日）- 長崎山手税務署 統括官 松浦 役
- 捜査検事・近松茂道12
- 第二楽章 - 浅川医師 役
- 太陽の罠 - 三田浩司 役
- 平清盛
- 半沢直樹 - 倉島健太 役
- 光る崖
- ビギナーズ!
- 法律事務所 第1作「自白の風景」（2006年8月12日）- 烏山中央警察署 刑事 役
- マイ☆ボス マイ☆ヒーロー - 熊田の舎弟 役
- RESCUE〜特別高度救助隊
- 連鎖怪談（吉岡）
- 私は代行屋!2 - 山野 役
- ヤメゴク〜ヤクザやめて頂きます〜（2015年、TBS） - 葉月圭 役
- 神の舌を持つ男（2016年、TBS） ‐ 門倉太一 役
- 日曜プライム 「CHIEF〜警視庁IR分析室〜」（2018年、テレビ朝日） - 西村剛 役
- ドラゴン桜 season2（2021年、TBS） - black pearl マスター 役
- 逃亡医F 最終話（2022年3月19日、日本テレビ）
- アンチヒーロー 第1話（2024年4月14日、TBS） - タクシードライバー 役[7][8]

### バラエティ
- 目玉とメガネ

### Vシネマ
- 本気! 序章（2001年）
- 本気! 21・23・24（2002年）
- 外伝・麻雀放浪記2（2003年）
- Smile スマイル（2005年）※主演
- 甘い香りの女（2006年）

### CM
- コメ兵

### 舞台
- あ・いたい ※脚本も担当
- あず・たいむ・ごーず・ばい
- 愛しのバックストリート
- おかえり
- お祭り提灯
- 俺たちの聖夜
- 女やさかい
- 影にいる男
- 蒲田行進曲
- 紲
- Kiss Me Honey
- 欽ちゃんがゆく
- 東京ブギウギ〜笠置シズ子物語
- 慣れの果て
- 呪い
- 呪い屋
- 花あかり
- 彦星との約束
- 明解 日本語アクセント事変
- ロックンロール花咲かじいさん
- TALES of ARISE Online Theater「リベレイターズー希望を託されし解放者たちー」

### WEB
- 革命ステーション5+25（2009年）

### その他
- デイリースポーツ掲載「わたしだけの阪神伝説」マイ・タイガースコラム大賞